# Torremayor
Torremayor este un oraș din Spania, situat în provincia Badajoz din comunitatea autonomă Extremadura. Are o populație de 1.011 de locuitori.